# University of St Andrews Rugby Football Club
University of St Andrews RFC Rugby Football Club est un club de rugby à XV basé à St Andrews, en Écosse, représentant l'université de St Andrews.

## Histoire
Le club est créé en 1858,. Représentant l'université de St Andrews, il contribue au développement du rugby-football en Écosse, comme toutes les équipes scolaires et universitaires écossaises.
Au soir de la troisième rencontre entre les équipes nationales d'Écosse et d'Angleterre, le club est l'un des huit fondateurs de la Scottish Football Union, dédiée à l'organisation du rugby en Écosse,.

## Rivalité avec Edinburgh University RFC
Les clubs universitaires de Edinburgh University RFC et de University of St Andrews RFC se rencontrent régulièrement depuis les années 1860. D'abord à un rythme irrégulier, le match est organisé annuellement à partir des années 1870, bien que plusieurs occurrences ont été annulées, notamment pour des conditions météorologiques. Depuis 2011, il est disputé sous le titre de Scottish Varsity Match ; un équivalent féminin est quant à lui organisé à partir de 2014.

## Joueurs emblématiques
Durant son histoire, le club a formé de nombreux internationaux, avec 20 écossais, deux anglais, et un irlandais.